# Nazary
Nazariasz, Nazary — imię pochodzenia greckiego, oznaczające "oddany Bogu". Wśród patronów tego imienia — męczennik Nazary (I wiek).
Nazariasz i Nazary imieniny obchodzą 16 października.
Żeński odpowiednik: Nazaria

## Odpowiedniki w innych językach
- gruziński: ნაზარი (Nazari)
- rosyjski: Назарий
- ukraiński: Назар, Назарій

## Znane osoby o tym imieniu
- Nazarij Jaremczuk – ukraiński śpiewak estradowy
- Nazarij Rusyn – ukraiński piłkarz
- Nazariusz (Leżawa) – gruziński biskup i święty prawosławny

Zobacz też:
- Saint-Nazaire-de-Pézan